# Badra
Badra és una ciutat de la part centreoriental d'Iraq.
Fou l'antiga Badaraya (Bayt Daraya) al districte de Bandanidjin, a l'est dels canals de Nahrawan, a la frontera amb la província del Jibal (Pèrsia occidental). Còsroes I hi va instal·lar una colònia de presoners originaris del nord de Síria. Queden alguns vestigis de l'antiga ciutat.